# 國棟
國棟（18世纪?—?），字云浦，号時斋，博尔济吉特氏，镶黄旗满洲國柱佐领下人。乾隆辛酉举人，壬戌联捷进士。

## 生平履历
- 乾隆十五年（1750年）任直隸正定府平山縣知縣；
- 乾隆二十九年（1764年）任四川重慶府涪州知州；
- 乾隆三十年（1765年）任陝西西安府知府；
- 乾隆三十三年（1768年）任廣西平樂府知府；
- 乾隆三十五年（1770年）任安徽廬鳳道兼鳳陽關監督；
- 乾隆三十七年（1772年）任淮關監督，同年升贵州按察使，三十九年（1774年）署理贵州布政使；
- 乾隆四十三年（1775年）先后任浙江按察使、杭州織造、浙江布政使；
- 乾隆四十六年（1778年）任山西布政使，次年（1779年）迁安徽布政使，后革职。

國棟在任浙江布政使時在浙管理钱粮，查抄管理王亶望财物。任安徽布政使時则因与陈辉祖“商同舞弊。是此项金项全系陈辉祖、国栋二人抽换抵兑，分肥入己，自属显然。此事大奇，为从来所未有。”命将国栋革职拿问，交阿桂审办。
著有《時齋偶存詩鈔》。

## 家庭及关联
- 兄國柱，云南楚雄鎮总兵；
- 堂弟博卿額，乾隆戊辰进士，奉天府尹；
- 子文孚，官文渊阁大学士，谥文敬，入祀贤良祠；
- 从堂侄孫鄂山，嘉庆丙辰进士，四川总督、成山，道光癸未进士，直隶热河道；
- 从堂侄曾孙葆謙，咸丰壬子进士，刑部主事；
- 族亲善慶，嘉庆壬戌进士，国子监祭酒，盛京礼部侍郎；
- 族亲阿勒清阿，刑部尚书，谥慤慎；
- 錫淳，咸丰丙辰进士，驻藏帮办大臣、錫淳弟錫綸，伊犁将军；
- 定保，咸丰己未进士；
- 琦善，一等奉义侯，文渊阁大学士，谥文勤；
- 琦善之孙瑞洵，光绪丙戌进士，科布多參贊大臣、瑞洵之弟瑞澂，末代湖广总督。

國栋与长芦盐政，内务府大臣徵瑞是儿女姻亲，國栋曾向徵瑞陆续借银五万两，此外，徵瑞还是國栋同榜进士良卿的叔伯父。

## 诗词赏析
《伏羲城》
“万灵珊衙帝庭尊，古柏参天溜雨痕。
木食草衣开气运，金戈铁马变朝昏。
卦台岩下春风老，书契沙头鸟迹存。
岂有缘垣杯土在，城名犹作遂初论。”
著有《时斋偶存诗抄》。